# 애너 드미트리오
애너 드미트리오(Anna Demetrio, 1892년 ~ 1959년)는 이탈리아의 배우, 영화배우이다.
로마에서 태어났으며 샌머테이오에서 사망하였다.

## 영화
- 벨 포 아다노 (1945년)
- 키스밋(영어판) (1944년)
- 바보의 기쁨 (1939년)
- 잠수함 D-1 (1937년)
- 로잘리 (1937년)
- 메이타임 (1937년)
- 맨하튼 메리-고-라운드 (1937년)
- 십자군 (1935년)
- 투 머치 하모니 (1933년)
- 로마 스캔달 (1933년)